# Équipe de Lituanie masculine de handball

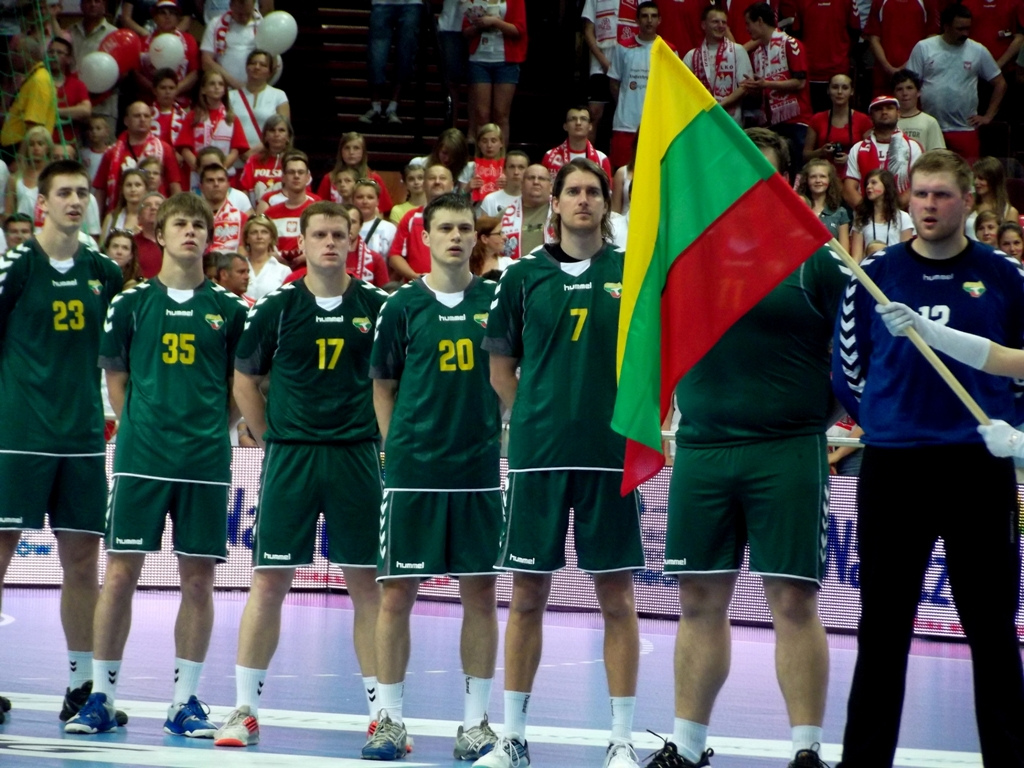
L'équipe de Lituanie en juin 2012.

Maillots
L'équipe de Lituanie masculine de handball représente la fédération lituanienne de handball lors des compétitions internationales.

## Parcours en compétitions internationales
Avant l'indépendance du pays en 1990, les handballeurs lituaniens évoluaient sous l'égide de l'Union soviétique.
| Édition     | Tour         | Rang         | J            | V            | N            | D            | BP           | BC           | Diff         |
| ----------- | ------------ | ------------ | ------------ | ------------ | ------------ | ------------ | ------------ | ------------ | ------------ |
| 1996 à 2024 | Non qualifié | Non qualifié | Non qualifié | Non qualifié | Non qualifié | Non qualifié | Non qualifié | Non qualifié | Non qualifié |

| Édition       | Tour         | Rang         | J            | V            | N            | D            | BP           | BC           | Diff         |
| ------------- | ------------ | ------------ | ------------ | ------------ | ------------ | ------------ | ------------ | ------------ | ------------ |
| 1993          | Non qualifié | Non qualifié | Non qualifié | Non qualifié | Non qualifié | Non qualifié | Non qualifié | Non qualifié | Non qualifié |
| 1995          | Non qualifié | Non qualifié | Non qualifié | Non qualifié | Non qualifié | Non qualifié | Non qualifié | Non qualifié | Non qualifié |
| 1997          | 8e de finale | 10e          | 6            | 2            | 1            | 3            | 130          | 134          | -4           |
| 1999 à / 2023 | Non qualifié | Non qualifié | Non qualifié | Non qualifié | Non qualifié | Non qualifié | Non qualifié | Non qualifié | Non qualifié |
| Total         | 1/16         | 0 titre      | 6            | 2            | 1            | 3            | 130          | 134          | -4           |

| Édition       | Tour              | Rang         | J            | V            | N            | D            | BP           | BC           | Diff         |
| ------------- | ----------------- | ------------ | ------------ | ------------ | ------------ | ------------ | ------------ | ------------ | ------------ |
| 1994          | Non qualifié      | Non qualifié | Non qualifié | Non qualifié | Non qualifié | Non qualifié | Non qualifié | Non qualifié | Non qualifié |
| 1996          | Non qualifié      | Non qualifié | Non qualifié | Non qualifié | Non qualifié | Non qualifié | Non qualifié | Non qualifié | Non qualifié |
| 1998          | Tour préliminaire | 9e           | 5            | 1            | 1            | 3            | 100          | 115          | -15          |
| 2000 à / 2020 | Non qualifié      | Non qualifié | Non qualifié | Non qualifié | Non qualifié | Non qualifié | Non qualifié | Non qualifié | Non qualifié |
| / 2022        | Tour préliminaire | 21e          | 3            | 0            | 0            | 3            | 82           | 95           | -13          |
| Total         | 2/18              | 0 titre      | 8            | 1            | 1            | 6            | 182          | 210          | -28          |

## Effectif actuel
Les 20 joueurs sélectionnées pour disputer l'Euro 2022 sont :

## Personnalités liées à la sélection

### Joueurs
Parmi les internationaux lituaniens, on trouve
- Nerijus Atajevas
- Gerdas Babarskas
- Vaidotas Grosas
- Romas Kirveliavičius, joueur naturalisé autrichien
- Aidenas Malašinskas
- Jonas Truchanovičius
- Vytautas Žiūra, joueur naturalisé autrichien

### Sélectionneurs
- Voldemaras Novickis : de 1993 à 2000
- Gintaras Savukynas (en) : de 2009 à 2014
- Mindaugas Andriuška : de 2020 à 202
- Gintaras Savukynas (en) : depuis 2022